# 北海道置戸高等学校
北海道置戸高等学校（ほっかいどうおけとこうとうがっこう、英: Hokkaido Oketo High School）は、北海道常呂郡置戸町にある公立（道立）の高等学校。道内唯一の福祉専科高校である。

## 沿革
- 1951年 - 北海道北見北斗高等学校の置戸分校として開校（定時制課程普通科）
- 1952年 - 北海道置戸高等学校と改称し独立、家庭科設置
- 1960年 - 農村家庭科設置
- 1962年 - 定時制課程農業科設置認可。農村家庭科募集停止
- 1963年 - 定時制課程農業科募集停止、全日制課程普通科設置
- 1967年 - 道立移管
- 1995年 - 普通科1学級、生活福祉科1学級となる
- 2003年 - 生活福祉科より福祉科へ学科変更
- 2008年 - 普通科募集停止
- 2010年 - 普通科閉科
- 2022年 - ３年時に介護福祉士国家試験合格を目指す「プロフェッショナルコース」と就職や進学をめざす「ダイバーシティコース」の2コース選択制になる

　●　海外友好協力校
　　　○タイ　ソンナン学校